# Apomecyna tsutsuii
Apomecyna tsutsuii là một loài bọ cánh cứng trong họ Cerambycidae.